# De Stijl

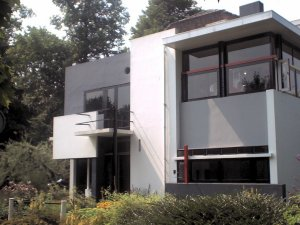
Rietvelds "Villa Schröder" (1924) i Utrecht är den enda byggnad som uppförts helt enligt De Stijls principer.

De Stijl (holländskt uttal: [də stɛɪl], engelska: [də staɪl]) betyder stilen på nederländska och var en tidskrift (1917–31) samt ett konstnärligt kollektiv som föddes i Holland 1917.

## Bakgrund
Gruppen bildades delvis som följd av de tragiska händelserna i första världskriget och medlemmarna inspirerades av moderna filosofiska inriktningar som teosofisk mysticism och neoplasticism. Genom den perfekt balanserade och harmoniska konsten skulle deras ultimata mål; förståelse, enighet och fred, nås. Innan första världskriget hade verk i expressionistisk, futuristisk och kubistisk stil ställts ut i Nederländerna. De Stijl skapades som motargument till dessa inriktningar. Förmodligen påverkades Theo van Doesburg av futurism och manifestet blev ett sätt att sprida hans idéer som först dök upp i tidskriften 1918, med en uppmaning till alla som ville lansera ny konst och kultur att delta. Tidskriften publicerades på holländska, tyska och franska. De Stijl gav även Mondrian möjlighet att publicera de estetiska teorier som han skrivit redan 1909.

## Definition
Ofta används begreppet De Stijl i samma syfte som neoplasticism men bör avse en grupp, en tidskrift och dess stilinriktning. Centrala personer var bland annat Piet Mondrian, Theo van Doesburg och Gerrit Rietveld; grundaren till tidskriften De Stijl (1917–1931). De var inspirerade av Schoenmaekers bok Den nya världsbilden, och ville förändra omgivningen samt människornas syn till den nya tidens ideal. Modernitet, antiindividualism och objektivstil var ledande nyckelord för ett universellt medvetande som speglades i ett nonfigurativt formspråk. Endast denna typ av abstrakt konst ansågs ge en perfektion i harmoni. Mondrian föredrog benämningen neoplasticism som han själv skapade i samband med att han publicerade sin serie med tolv artiklar, De Nieuwe Neoplasticism ( Neo-Plasticism i måleri), år 1917 i magasinet De Stijl. År 1920 publicerade han en bok med titeln Le Neoplastism.

## Neoplasticism
(fr. néo-plasticisme, från holl. nieuwe-beelding "nyformande") Typiskt för neoplasticism och De Stijl är betoningen av vertikala och horisontala linjer, geometriska former och de primära färgerna rött, blått och gult som endast fick kombineras med vitt, grått och svart. Performativitet och subjektiva uttryck var strikt förbjudna. Mondrians avsikt var att göra bilden tvådimensionell. Med detta skulle bildens ytplan vara det primära plastiska elementet som skiljer det från skulpturellt måleri. Senare tillämpades denna enkla estetik tänkt för absolut harmoni även i arkitektur, skulptur och formgivning.

## Manifestet
De Stijls idé var att skapa ett universellt språk delvis baserat på en estetik som var avvisande från de dekorativa överdrifter jugend förespråkade. Istället tillämpades en enkel stil med logiska drag som betonade uppbyggnadens funktion, som skulle vara lämpliga för varje aspekt av det nya sättet att leva. Nästan alla medlemmar signerade det första manifestet av De Stijl, som publicerades i november 1918 och som börjar med följande, välkända ord: There is an old and new consciousness of time. The old is connected with the individual. The new is connected with the universal. Med starkt självförtroende uppmanade de “all who believe in the reformation of art and culture” att följa deras fotspår i rörelsen som strävade mot radikal rening av konstarter i en process där hinder som traditioner, dogmer och dominerande av en individ skulle elimineras. Neoplasticism har haft en stor betydelse i modern konst och arkitektur. Inte minst funktionalistisk arkitektur, konstruktivist konst och programmet i Bauhaus var påverkade av rörelsen.

## 1920–1933
Runt 1921 började gruppens karaktär att förändras. I slutet av 1920 besökte van Doesburg Bauhaus och det har funnits spekulationer om att han skulle ha blivit tillfrågad att få en lärarroll på skolan. Två år senare, 1922 gav han en föreläsning om sina kontroversiella idéer till studenterna i sin ateljé i Weimar. Influenser av Malevitj och den ryska konstruktivismen började att slå rot hos flera medlemmar och 1924 bröt Mondrian med gruppen efter van Doesburgs förslag om att introducera den diagonala linjen. Ur det föddes Elementarism, en liknande rörelse med friare regler gällande sammansättning av linjer. Detta kan ses som en direkt följd av neoplasticismen. Dessutom värvades många nya medlemmar som förespråkade dadaistiska tankegångar, bland andra I.K. Bonset som var poet och Aldo Camini med sin "anti-filosofi". Efter Van Doesburgs död avslöjades dessa som hans pseudonymer. I samband med hans död 1931 upphörde även utgivningen av tidskriften De Stijl.

## Villa Schröder
Villa Schröder är ett hus ritat av Gerrit Rietveld år 1924. Huset ligger i Utrecht kan anses vara den enda byggnaden som helt uppfyller de krav som neoplasticismen framkallade. De primära färgerna blå, röd och gul dominerar tillsammans med vit och svart. Rietveld ritade huset för Troos Schröder- Schräder, som efter sin makes död ville bosatta sig i ett mindre hus med sina tre barn.
I huset finns två våningar. Bottenvåningen består av ett läsrum, studio, ett rum för tjänstefolk, lagerrum och ett gemensamt kök/vardagsrum. I den andra våningen, som på grund av byggnadsreglerna ritades som en vind, ligger sovplatser för alla bosatta i huset. Väggarna i den andra våningen är helt flyttbara. Under dagtid skulle väggarna dras åt sidan för att skapa mer lekrum för barnen. Under natten skulle de ihopdragna väggarna skapa ett mer privat hörn för alla.

## Frontfigurer
Tongivande konstnärer inom neoplasticismen:
- Theo van Doesburg (1883–1931), bildkonstnär, designer och författare
- Vilmos Huszár (1884–1960), bildkonstnär
- Piet Mondrian (1872–1944), bildkonstnär
- Jacobus Johannes Pieter Oud (1890–1963), arkitekt.
- Gerrit Rietveld (1888–1964), arkitekt och designer.
- Georges Vantongerloo (1886–1965), skulptör
- Jan Wils (1891–1972), arkitekt.